# Pedro Pérez Delgado
Pedro Rafael Pérez Delgado (Ospino, État de Portuguesa, Venezuela, 1881 - Puerto Cabello, Venezuela, 1924), connu aussi sous le sobriquet de Maisanta, était un militaire, guerrillero et caudillo vénézuélien. 
D’un tempérament impulsif, doué d’une faconde mais aussi d’un charisme notoires, dépositaire d’un vaste fonds de légendes populaires, bretteur, batailleur, grand entraîneur d’hommes, il prit très jeune les armes contre le pouvoir central — du président Castro d’abord, puis du dictateur Gómez — et se signala notamment dans l’escarmouche de La Mata Carmelera vers 1900, dans laquelle l’ancien président Joaquín Crespo laissa la vie. Dans la vingtaine d’années qui suivirent, il alterna périodes d’activité de guerilla, en particulier dans la région frontalière avec la Colombie, et périodes de vie rangée, où il s’adonna à divers commerces ou poursuivit une carrière militaire officielle ; c’est du reste durant une période de collaboration avec le régime qu’il fut, à tort, incarcéré dans le fort de Puerto Cabello, où il mourut des suites d’une crise cardiaque. 
Conspué par les uns comme bandit de grand chemin et caudillo violent, glorifié par les autres comme défenseur des démunis et opposant à la dictature, sa figure et son action se prêtent à des interprétations très diverses. Hugo Chávez, président du Venezuela de 1999 jusqu’à sa mort en mars 2013, était l’un de ses arrière-petits-fils et le considérait comme un héros tutélaire.

## Biographie

### Jeunes années et premiers maquis
Né à Ospino (bien que certains assurent qu’il naquit à El Guárico), Pedro Pérez Delgado grandit dans les Llanos vénézuéliens, terroir traditionnel de conteurs et d’exploits légendaires. Son père, le vieux colonel Pedro Pérez, avait été administrateur dans la municipalité de Federación et pris part activement aux insurrections qui s’y déroulèrent ; il avait contracté mariage à la fin de la décennie 1870 avec une femme distinguée d’Ospino, Bárbara Delgado, dont il eut deux enfants, Petra Pérez en 1878 et Pedro Pérez Delgado, en 1880. 
La formation intellectuelle du jeune Pedro fut rudimentaire et se borna à l’apprentissage de la lecture et de l’écriture. Doué d’une faconde et d’un bagou notoires, il disposait d’une collection surprenante de récits populaires, traditionnels ou de son propre cru, qu’il avait coutume de débiter en les entrecoupant de l’interjection Maisanta !, à l’origine de son sobriquet. Très affecté par la mort de son père, puis, plus tard, de sa mère, il partit pour Sabaneta, dans l’État de Barinas voisin, vers la fin du siècle. 
À Queipa, dans l’État de Cojedes, il se joignit, âgé de 18 ans à peine, aux insurgés nationalistes de José Manuel Hernández, surnommé El Mocho, qui protestaient contre les irrégularités commises lors de certaine élection. C’est quand il vit El Mocho, finalement capturé, être emmené prisonnier, le torse dénudé et les mains liées dans le dos, mais voler néanmoins la vedette, et être acclamé par le petit peuple, que Pedro Pérez Delgado saisit tout à coup ce que signifiaient popularité et charisme du caudillo.

### Dans l'État de Barinas
En 1900, il s’en alla s’établir à Las Tasajeras, non loin de la ville de Barinas, où il se mit en ménage avec une femme et mena une carrière militaire officielle, escaladant les échelons. Dans le même temps, il participa à divers faits d’armes de l’opposition armée, parmi lesquels le combat de la Mata Carmelera, où le général et ancien président Joaquín Crespo trouva la mort. La révolution réprimée, il retourna à des occupations plus paisibles, mais s’engagea peu après dans les troupes de la Révolution libératrice (en esp. Revolución Libertadora) dirigée contre le gouvernement du général Cipriano Castro. De nouveau battu, et aspirant à la tranquillité villageoise, il se fixa à Sabaneta entre 1906 et 1907. Il y tint une boucherie pour gagner sa vie, mais aimait par ailleurs à faire ripaille, à se pavaner, et, impétueux, n’hésitait pas à tuer pour des questions d’honneur, s’attirant des problèmes avec les autorités de l’État de Barinas. Entre-temps aussi, il eut plusieurs entretiens avec le jeune maître Elías Cordero Uzcátegui, arrivé à Sabaneta en 1905, qui exercèrent sur lui une profonde influence.
En 1907, Pérez Delgado quitta Sabaneta en compagnie de son ami et protecteur, le général Juan José Briceño, pour l'État de Guárico, afin de faire partie de la garnison locale, escomptant y obtenir le titre de colonel. En décembre 1908 cependant, le général Briceño fut mortellement blessé lorsque les troupes du Dr. Luciano Mendible prennent d’assaut la caserne. À la suite de cet incident, Pedro Pérez Delgado décida de s’installer à Villa de Cura, où il fut actif comme négociant et muletier. Mais, coupable de divers débordements, résultats soit de son tempérament, soit de quelque offense à son sens de la justice, il se vit contraint une nouvelle fois de quitter les lieux à la suite d'une altercation faisant plusieurs blessés. Entre-temps, le président Cipriano Castro, gravement malade, avait quitté le Venezuela et avait été remplacé par Juan Vicente Gómez. 
L’année suivante le trouve installé à San Fernando de Apure, dans l’État d'Apure, s’adonnant au commerce. Après quatre ans de cette existence, il décide, sans doute par dépit à la suite d'une amende qui lui avait été infligée par l’administrateur municipal, de s’unir, en avril 1914, à l’armée gouvernementale, grâce à une recommandation du général José Rafael Núñez, président de cet État. Le 3 juin, avec le grade de colonel, il sortit réprimer une rébellion de guerrilleros sur le haut cours de la rivière Apure à bord du bateau à vapeur Masparro ; le lendemain cependant, il prit possession du bateau, mettant en détention plusieurs fonctionnaires d’État, et se proposait de prendre par surprise la ville de San Fernando ; trahi, son projet avorté, il dut se réfugier plus à l’ouest en utilisant le même bateau pour se déplacer. L’ordre de capture ayant été donné par le haut commandement militaire, la poursuite s’engagea le 10 juin. Le 11, il envahit et prit Puerto de Nutrias, puis se porta vers Elorza, plus au sud, pour de là passer à El Viento, en Colombie.

### Guérilla transfrontalière
En janvier 1915, Maisanta donna la mort à deux hommes du gouvernement qui s'étaient mis à sa recherche pour l’assassiner. Dorénavant, plus que jamais, il était résolu à lutter contre les abus de pouvoir, les impositions et les mascarades politiques. Il se transporta dans les environs d’Arauca, ville frontalière située en Colombie, et s’y tint coi jusqu’au 2 avril de l’année suivante, jour où il entreprit conjointement avec Baudilio Escalona de donner l’assaut à la localité d’El Viento (dans le département colombien d’Arauca) et d’Elorza (au Venezuela). Par de stratégiques mouvements militaires, Pérez Delgado et sa troupe dormaient la nuit dans les savanes d’El Clarito, en Colombie, et dînaient de jour à Elorza, au Venezuela, où ils avaient établi un gouvernement de fait. Il put pendant un temps bénéficier de la protection du général Alfredo Franco, de qui il est affirmé qu’il fut son initiateur tactique, et grâce à qui il sut se maintenir incognito dans son refuge des environs d’Arauca, tandis qu’il était intensément recherché dans le pays voisin.
En 1916, Pedro Pérez Delgado fit l’objet d’une demande d’extradition du gouvernement vénézuélien, par la voix du juge pénal de l’État d’Apure. En mai, à l’occasion d’une expédition dirigée par le général Vicencio Pérez Soto, Pedro Pérez Delgado et Baudilio Escalona furent capturés dans les savanes d’Arauca, et sa troupe dispersée. Pendant que l’on accomplissait les préparatifs de l’extradition, il fut gardé prisonnier d’abord à Santa Rosa de Viterbo, dans le département colombien de Boyacá, puis, à la suite d'une tentative de fuite, pendant près de trois ans dans la prison panoptique de haute sécurité — et aux conditions de détention déplorables — de Tunja. Cependant, en décembre 1918, il fut élargi.
Un an après sa libération, il envahit le domaine du général Luis Felipe Nieto, sur le territoire colombien. Un jour de veille de noël, avec Baudilio Escalona et environ 25 hommes, il s’empara une nouvelle fois de la ville vénézuélienne d’Elorza. 
En avril 1921, à Puerto Carreño en Colombie, il se joignit au docteur Roberto Vargas Díaz et aux forces anti-Gómez du général Emilio Arévalo Cedeño. Désigné commandant d’un des bataillons, il ne cessa, toute cette année 1921, de mener des actions de guérilla contre le régime, s’emparant des villes de Caicara del Orinoco, Cabruta, Guasdualito, dans l’État d’Apure, et s’engageant victorieusement dans la bataille de La Ceniza, sur les rives du río Capanaparo.

### Retour à la vie rangée et incarcération
Mais, désillusionné et lassé par les dissensions entre chefs guerilleros, Pérez Delgado décida de s’en retourner à Arauca. Le président de l’État d’Apure, Hernán Febres Cordero, lui permit alors, sous sa garantie, de rentrer dans ses Llanos natals, puis les deux hommes s’associèrent pour mettre sur pied un négoce de bétail. Un véritable changement de cap s’opéra ainsi dans la vie de Pérez Delgado, celui-ci, rangé dans le camp gouvernemental, allant en effet jusqu’à traquer son ancien compagnon d’armes Arévalo Cedeño dans le Haut-Apure.
En mai 1921, alors que Pérez Delgado accomplissait une mission officielle de ravitaillement, collectant du bétail sur les rives du Bas-Apure, se produisait au même moment une offensive anti-gouvernementale contre San Fernando de Apure. En revenant de sa mission, et à sa propre surprise, Maisanta fut mis en détention sur ordre du président de l’État d’Apure, pour complicité présumée avec les troupes rebelles emmenées par le général Waldino Arriaga Perdomo, à l’origine du récent assaut contre San Fernando. Quoique protestant de sa bonne foi, imputant ce malentendu aux calomnies, il fut incarcéré, mis aux fers et au secret, puis transféré à la prison du fort Castillo Libertador à Puerto Cabello, en même temps que son plus jeune fils Ramón Márquez. Pendant ses années d’emprisonnement au fort, sa vue ne cessait de se détériorer, et il souffrait de constantes crises d’asphyxie consécutives à un début de défaillance cardiaque. Finalement, dans la soirée du 8 novembre 1924, Pedro Pérez Delgado s’éteignit dans sa geôle, à l’âge de 44 ans, d’une crise cardiaque (et non par suite de l’adjonction subreptice de verre concassé à ses aliments, comme cela s’est colporté pendant un temps). Dans la matinée du lendemain, il fut enveloppé dans un drap et conduit sur une charrette au cimetière de Campo Alegre à Puerto Cabello, où, conformément aux ordres, sa dépouille fut enterrée sans délai. Sa tombe cependant fut bientôt dégagée, et se perdit pour toujours lorsque ledit cimetière fut supprimé et éliminé dans la décennie 1970.
Le domaine familial de Maisanta, connu sous le nom de La Marquesena, fut confisqué par les autorités vénézuéliennes.

## Personnalité
Les témoignages le décrivent comme fougueux, ombrageux, bretteur, grand meneur d’hommes, la plaisanterie et la gouailerie toujours à fleur de lèvres, mais tendre avec les enfants, et détaché des choses matérielles. Voleur de bétail, homme dangereux et tueur sans scrupules, selon les bulletins officiels et la presse de l’époque, mais ami des déshérités, combattant pour les droits des plus pauvres, adversaire d’un régime dictatorial impitoyable, selon les autres, sa figure et son action ont été évaluées très diversement. D’un type européen marqué (cheveux blonds, teint pâle, yeux verts, d’après le signalement envoyé par les autorités vénézuéliennes à la Colombie en vue de son extradition), il ne voulut cependant pas s’en laisser imposer par les « vampires du nord » (le pouvoir central de Caracas) ; la politique du dictateur Gómez visant spécifiquement à liquider le caudillisme provincial et à mettre en place un État moderne doté d’une armée nationale n’est sans doute pas étrangère à la posture anti-gouvernementale de Pérez Delgado. 
José León Tapia, dans El último hombre a caballo, brosse le portrait suivant : 
Maisanta fut en quelque sorte le dernier des caudillos populaires, capable de faire se lever les foules pour une révolution, dont il n’aurait sans doute pas pu lui-même préciser le sens avec clarté. Mais le charisme que possédait Maisanta, et la sympathie dont il jouissait, étaient suffisants pour que, sans être un chef de commandement victorieux entre les autres chefs de la révolution contre Gómez, il réussit à avoir une influence profonde dans l’âme simple des gens, au point qu’on se le remémore beaucoup plus que tous les autres protagonistes des mêmes événements.

## Descendance et Hugo Chávez
Pedro Pérez Delgado avait de fortes attaches familiales à Villa de Cura, dans l’État d’Aragua ; c’est là en effet que vivait sa fille, Ana Isabel, fille qu’il avait eu avec Rosarita Domínguez, qui passe pour être la préférée de toutes les femmes qu’il connut, à telle enseigne qu’il s’en fallut de peu qu’il ne l’épousât et ne se fixât dans la localité. Il eut par ailleurs des liens familiaux à Ospino, Sabaneta, San Fernando de Apure, Camaguán, Guasdualito, Nutrias et Elorza. Son premier enfant connu fut Ramón Márquez, né d’une dame Márquez à Ospino en 1900, fils qui très jeune encore suivit son père dans ses pérégrinations, souffrant comme lui peur et privations, et l’accompagnant finalement en prison à Puerto Cabello. 
Il fit plus tard la rencontre de Claudina Infante, de Sabaneta, avec laquelle il eut deux enfants, Pedro, né en 1903, et Rafael Infante, de 1904. Ce dernier épousa à Sabaneta Benita Frías, union dont naquirent deux enfants, Elena Frías (1935) et Edilia Frías (1937). Elena à son tour se maria en 1952 avec le professeur Hugo de los Reyes Chávez, et le couple donna naissance en 1953 à Adán Chávez Frías, et, le 28 juillet 1954, à Hugo Chávez Frías, futur lieutenant-colonel et président de la République bolivarienne de 1999 jusqu’à sa mort en mars 2013, puis à Narciso, Aníbal, Argenis, Enzo et Adelis Chávez Frías.
Hugo Chávez se réclama résolument de la figure et de l’héritage de son arrière-grand-père :
Catholique convaincu, Chavez attribue son heureuse destinée au scapulaire vieux de plus de cent ans qu’il porte au cou depuis l’enfance, héritage d’un arrière-grand-père maternel, le colonel Pedro Pérez Delgado, un de ses héros tutélaires.
Très jeune, il découvrit par hasard que son arrière-grand-père n’était pas un brigand de grand chemin, comme disait sa mère, mais un guerrier légendaire du temps de Juan Vicente Gómez. Son enthousiasme fut tel qu’il décida d’écrire sa biographie pour purifier son souvenir. Il fouilla dans les archives historiques et les bibliothèques militaires, arpenta la région avec une besace d’historien pour reconstruire, d’après les témoignages des survivants, les itinéraires de l’aïeul. Il décida finalement de l’ajouter à l’autel de ses héros et résolut de porter, autour du cou, le scapulaire protecteur de l’ancêtre.